# Фукс, Жан Пьер
Жан Пьер Фукс (исп. Jean Pierre Fux; род. 5 ноября 1968 года, Бриг, Швейцария) — профессиональный швейцарский бодибилдер, победитель Чемпионат Мира любительский 1994 года в категории «Тяжёлый вес», многократный участник конкурса «Мистер Олимпия».

## Биография
Родители Жан Пьера Фукса были: мать — служащая гостиницы, отец — электрик.

### Хобби
Жан Пьер начал заниматься бодибилдингом в 16 лет в 1984 году, а в возрасте 17 лет он весил уже 100 кг. До этого он перепробовал множество видов спорта — плавание, футбол, хоккей и гимнастику. Его тренером по плаванию был чемпион Швейцарии по бодибилдингу[кто?].

### Карьера
В 1986 году занял 4-е место среди юниоров на Cup from Rheinfelden в Швейцарии. Дальше были победы на Мистер Юниверс 1994 года и успешные выступления на конкурсах Мистер Олимпия, Арнольд Классик, Ночь чемпионов.
В 1997 году после выступления на конкурсе «Мистер Олимпия 1997» Фукса признали одним из самых перспективных новичков, он заключил контракт с Джо Уайдером и открыл дело в Швейцарии.
Фукс утверждал в своих интервью, что главное в наращивании силы и массы — не «волшебные пилюли», а принцип «инстинктивного тренинга».
2 мая 2002 года на фотосессии для журнала Flex в процессе приседания без страховки в тренажёре с фиксированной штангой весом 310 кг у Фукса (ему тогда было 33 года) подвернулись колени, он внезапно рухнул на пол с открытым переломом коленного сустава. Впоследствии он перенес серьёзнейшую операцию и длительный процесс реабилитации. Как вспоминал сам Фукс: — «В тот момент, сидя на полу тренажёрного зала и видя всю серьёзность ситуации, я решил во что бы то ни стало доказать себе и всем, что это ещё не конец!».
Вердикт врачей: левое колено восстановится, правое — нет. После травмы Фукс учился ходить заново и, несмотря на запреты врачей, в 2003 году продолжил тренировки и принял участие в конкурсе «Ночь чемпионов». После этого была ещё одна операция и снова длительное восстановление.
В 2003 году Жан Пьер Фукс ушёл из бодибилдинга и сосредоточился на своём бизнесе. Проживает в Палм-Спрингс, США.

## История выступлений
- Ночь чемпионов 2003,	—
- Ночь чемпионов 2002,	—
- Ночь чемпионов 2001,	18
- Гран При Англия 1999,	16
- Чемпионат мира Про 1999,	12
- Мистер Олимпия 1999,	15
- Торонто/Монреаль Про 1999,	—
- Мистер Олимпия 1998,	10[5]
- Арнольд Классик 1998,	4[6]
- Гран При Англия 1997,	8
- Гран При Германия 1997,	8
- Гран При Испания 1997,	5
- Гран При Венгрия 1997	,5
- Мистер Олимпия 1997,	7[1]
- Гран При Россия 1996,	2[3]
- Гран При Швейцария 1996,	4
- Гран При Чехия 1996,	5
- Гран При Англия 1996,	9
- Гран При Германия 1996,	8
- Гран При Испания 1996,	7
- Мистер Олимпия 1996,	8[1]
- Сан-Франциско Про 1996,	5
- Арнольд Классик 1996,	9
- Сан-Хосе Про 1996,	5
- :de:Чемпионат Мира любительский 1994 года,	1 в категории Тяжелый вес[1]
- :de:Чемпионат Мира любительский 1993 года,	4 в категории Тяжелый вес

### В профессиональных рейтингах
Место	Рейтинг	Дата рейтинга
- 10[5]	Рейтинг мужчин профессионалов IFBB по бодибилдингу 1998 года	10.06.1998